# Рыуге (волость, 2017)
Ры́уге (эст. Rõuge vald) — волость в Эстонии, в уезде Вырумаа. Образована в 2017 году. Административный центр — посёлок Рыуге.

## География
Волость Рыуге расположена в центральной и южной части уезда Вырумаа, на возвышенности Хаанья и окружающих её земель. На юге граничит с Латвией, граница с Россией проходит у деревень Парму и Кивиора. На территории волости находится самая высокая точка Эстонии и Прибалтики — гора Суур-Мунамяги.
Площадь волости — 933,20 км² (34 % от общей площади уезда Вырумаа) или 93 322 га, в том числе сельскохозяйственных земель — 18 246 га, лугов — 8246 га и лесных угодий — 53 713 га. На территории волости находятся национальный парк Карула; 8 природных парков, самый большой из которых — Хаанья — занимает 18 % площади волости; 5 заповедников, 8 единичных природоохранных объектов и 27 участков природной сети «Natura 2000».
Плотность населения на 1 января 2024 года составила 5,1 чел/км².
Самые большие реки волости: Мустйыги, Пеэтри, Пярлийыги (пограничная с Латвией), Педетси (пограничная с Россией и Латвией). Самые крупные озёра: Кахрила (длина 2360 метров), Васкна (длина 1410 м), Пулли (длина 1150 м), Киккаярв (длина 975 м) и Кавади (длина 960 м).

## История
Волость Рыуге  была создана в 2017 году в результате административно-территориальной реформы путём объединения волостей Рыуге, Мынисте, Миссо, Варсту и Хаанья. В волости 3 посёлка и 274 деревни. Административный центр — посёлок Рыуге.
Официальное русское название волости во времена Российской империи — Раугеская волость (нем. Rauge, Gemeinde). 

## Символика
Символика волости была утверждена на заседании Волостного совета Рыуге 19 июня 2018 года. Герб волости представляет из себя белый щит, у основания которого полукруглая секция, разделенная линиями на зелёное, белое и синее поля. Вверху щита три зелёные ели. Дизайн герба символизирует богатство волости водоёмами и лесом. Белый цвет означает новое начало и чистоту волости Рыуге, мирную и нетронутую окружающую среду. Нормальный размер флага — 105×105 см.

## Населённые пункты
Посёлки: Варсту, Миссо, Рыуге.

Деревни: Аабра, Ала-Пало, Ала-Сухка, Ала-Тильга, Андсумяэ, Аугли, Ахитса, Ваалимяэ, Вааркали, Вадса, Вакари, Ванамыйза,  Вана-Рооза, Вастсе-Рооза, Вастсекиви, Вилла, Вийтина, Виликсаары, Виллике, Виру, Вихкла, Води, Ворстимяэ,  Вунги, Вяйко-Тийлиге, Вяйку-Рууга, Вянни, Ихатси, Йугу, Кааратаутса, Кавылди, Кадыни, Каку, Калласте, Калдемяэ, Калога, Калука, Кангсти, Караски, Карба, Карисёэди, Кауби, Каугу, Кахрила-Мустахамба, Кахру, Келлямяэ, Кергатси, Кивиора, Кийди, Киломани, Кималасы, Кирбу, Котка, Колга, Кригули, Коргыссаары, Когры, Кокы, Кокыюри, Кокымяэ, Коэметса, Краби, Куйанди, Куклазе, Кукласы, Кундса, Куры, Кургъярве, Курвитса, Кууда, Куура, Куутси, Кыомяэ, Кыргепалу, Кюлма, Кябли, Кяриня,  Кянгсепя, Кяхри, Кяэну, Кяэраку,  Лайси, Лайтсна-Хурда, Лаоссаары, Лаури,  Лауримяэ, Лигури, Лийвакупалу, Лиллимыйза, Листаку, Леоски, Лоогамяэ, Луутснику, Лутика, Люккя,  Люйтсепа, Маллика, Матси, Махтья,  Маури, Метстага,  Мёльдре,  Меэлаку, Мёльдри, Мийлимяэ, Микита, Миссокюля, Миссо-Сайка, Мудури, Муна, Мурати, Мурдымяэ, Мустахамба, Мураски, Мутэметса, Мухкамытса, Мынисте, Мыылу, Мярдимику,  Мярди, Мяэ-Люютсепа, Мяэ-Пало, Мяэ-Сухка, Мяэ-Тильга,  Наапка, Нильбы, Ногу, Нурси, Ортумяэ, Паабурисса, Паганамаа, Паланумяэ, Палли, Палуйюри, Парму, Пармупалу, Паусакунну, Паэбоя, Петракууди, Педея, Пеэдо, Пеэбу, Пийпсемяэ, Пилларди, Плаани, Плакси, Пости, Пугысту, Пулли, Пунса, Пупли, Пресси, Преэкса, Пунди, Пурка, Пуспури, Пыдра, Пыдрамытса, Пынни, Пыру, Пюсся, Пялтре, Пярлийыэ, Пяхни,  Рааги, Расва, Раммука, Раудсепа, Раудсепя, Ребязе, Ребяземыйза, Ресто, Рийтсилла, Ристемяэ, Ритсико, Рогози-Микита, Рооби, Руса, Рууксу, Руусмяэ, Рыуге-Матси, Саарласы, Саагри, Саагримяэ, Савимяэ, Савиору, Савиоя, Садрамытса,  Сайка, Саки,  Сакуди, Сакурги, Салуора, Санди, Сандисуу, Сапи, Саризе, Сару, Сёэди,  Сика, Сикалааны, Сиксяля, Симула, Симмули, Синга,  Соолятте, Соэкырдси, Соэмыйза, Соомыору, Сууры-Рууга, Сооди, Сормули, Суурысуу, Сянна, Тагаколга, Таллима, Таудса, Тиаласы, Тийду, Тика, Тсийстре, Тилгу, Тинди, Тоодси, Тсиргупалу, Тсутсу, Тролла, Тсийрули, Тсилгутая, Тсиямяэ, Тсолли, Туммелка, Туука, Тынкова, Тюэтси, Тийтса, Тунду, Турса, Удсали, Утесуу,  Ууэ-Саалузе, Хаабсилла, Хаависту, Хаанья, Хаки, Халлимяэ, Хандимику, Хания, Ханси, Хапсу, Харьюкюла, Хейбри, Хеэду, Хину, Хино, Хинтсико, Холди, Хороски, Хоросуу, Хорса, Хотымяэ, Хулаку, Хурда, Хюрова, Хюрси, Хюти, Хямкоти, Хярямяэ, Хяэрмяни, Яанимяэ, Яанипеэбу, Ярвекюля, Ярвепалу.
Самые большие деревни волости: Сару, Мынисте, Руусмяэ, Нурси, Вийтина и Хаанья.

## Статистика

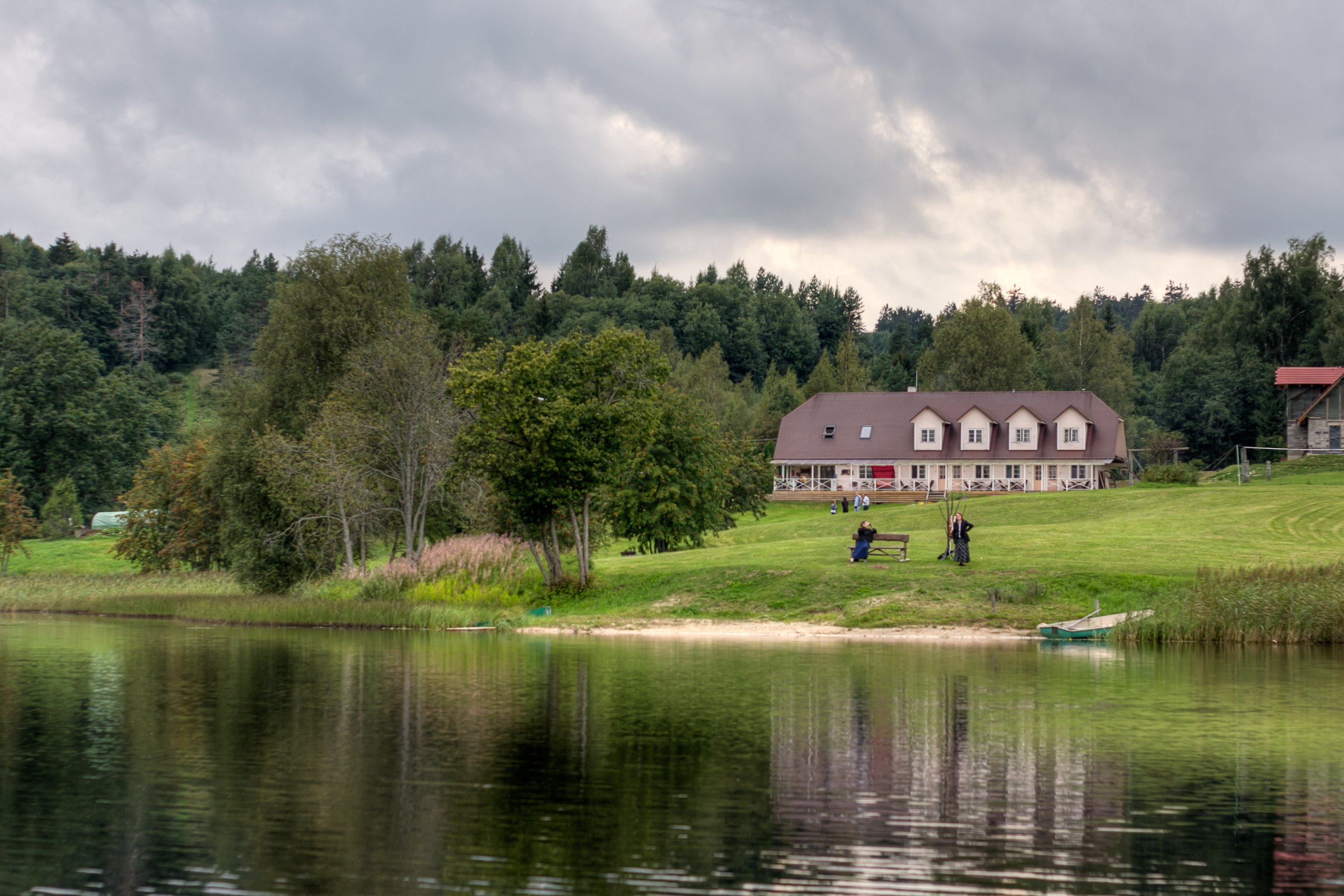
Туристический хутор Ваксна в деревне Плакси

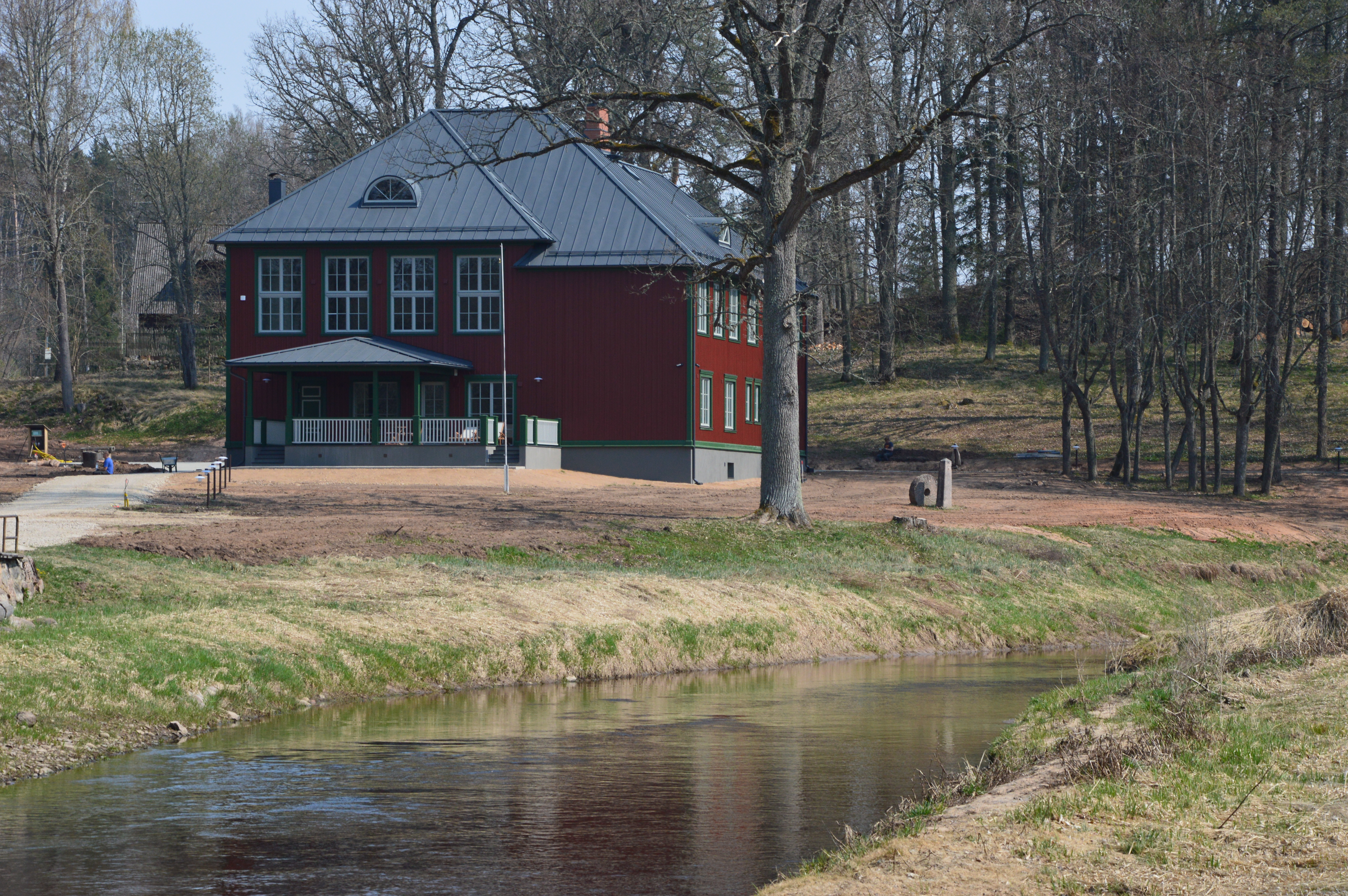
Деревня Вастсе-Рооза (бывшее здание школы)

Данные Департамента статистики Эстонии о волости Рыуге:
Число жителей на 1 января каждого года:
| Год  | 2015 | 2016   | 2017   | 2018   | 2019   | 2020   | 2021   | 2022   | 2023   | 2024   |
| ---- | ---- | ------ | ------ | ------ | ------ | ------ | ------ | ------ | ------ | ------ |
| Чел. | 5739 | ↘ 5639 | ↘ 5556 | ↘ 5435 | ↘ 5427 | ↘ 5311 | ↘ 5180 | ↘ 4877 | ↘ 4865 | ↘ 4748 |

Число рождений (живорождённых):
| Год  | 2016 | 2017 | 2018 | 2019 | 2020 | 2021 | 2022 | 2023 |
| ---- | ---- | ---- | ---- | ---- | ---- | ---- | ---- | ---- |
| Чел. | 51   | ↘ 39 | ↗ 53 | ↘ 39 | ↗ 40 | ↘ 38 | ↗ 41 | ↘ 23 |

Число умерших:
| Год  | 2016 | 2017  | 2018 | 2019 | 2020 | 2021 | 2022 | 2023 |
| ---- | ---- | ----- | ---- | ---- | ---- | ---- | ---- | ---- |
| Чел. | 88   | ↗ 100 | ↘ 80 | ↗ 87 | ↗ 90 | ↘ 86 | ↘ 80 | ↘ 65 |

Зарегистрированные безработные*:
| Год  | 2016 | 2017 | 2018 | 2019 | 2020 | 2021 | 2022 | 2023 |
| ---- | ---- | ---- | ---- | ---- | ---- | ---- | ---- | ---- |
| Чел. | 169  | 200  | 190  | 112  | 168  | 200  | 169  | 180  |

*2016—2019 годы — среднегодовое число, с 2020 года — на 1 января.
Средняя брутто-зарплата работника:
| Год  | 2015 | 2016  | 2017   | 2018   | 2019   | 2020   | 2021   | 2022   |
| ---- | ---- | ----- | ------ | ------ | ------ | ------ | ------ | ------ |
| Евро | 902  | ↗ 973 | ↗ 1034 | ↗ 1084 | ↗ 1147 | ↗ 1192 | ↗ 1261 | ↗ 1307 |

В 2019 году волость Рыуге занимала 56 место по величине средней брутто-зарплаты работника среди 79 муниципалитетов Эстонии.
Численность учащихся в школах:
| Год  | 2015 | 2016  | 2017  | 2018  | 2019  | 2020  | 2021  | 2022  | 2023  | 2024  |
| ---- | ---- | ----- | ----- | ----- | ----- | ----- | ----- | ----- | ----- | ----- |
| Чел. | 506  | ↘ 476 | ↘ 403 | ↘ 402 | ↗ 414 | ↘ 385 | ↘ 375 | ↗ 380 | ↗ 396 | ↘ 378 |

## Инфраструктура

### Образование
В волости 5 государственных основных школ и 2 частные школы, 5 детских садов (4 из которых — при основных школах), 2 частных центра по уходу за детьми дошкольного возраста, 12 библиотек.
В 2017/2018 учебном году детские сады волости посещали 179 детей и в них работали 27 учителей, в школах насчитывалось 400 учеников. Среднее образование выпускники волостных школ получают в городах Выру и Тарту и в волости Выру.

### Медицина и социальное обеспечение
В волости есть 2 центра семейных врачей (в Рыуге и Мынисте) и врачебные кабинеты в 4 деревнях, 2 аптеки, 2 дома по уходу и 1 социальный центр.

### Культура, досуг и спорт
По состоянию на 2020 год в волости насчитывалось 29 спортивных объектов, находящихся в государственной собственности, и 9 спортивных объектов, расположенных на частных землях. Действует 8 Сельских обществ, Молодёжный совет, множество объединений по интересам и различных некоммерческих объединений, 5 спортивных клубов.

### Работа с молодёжью
1 сентября 2018 года в Рыуге был открыт Центр работы с молодёжью, который охватывает учреждения по работе с молодёжью разных регионов: Дом молодёжи в Хаанья, Молодёжную комнату в Миссо, Молодёжный центр в Мынисте, Молодёжную комнату в Нурси, Палату молодёжи в Руусмяэ, Молодёжный центр Рыуге, Дом молодёжи в Варсту, Молодёжную комнату в Вийтина. Центр работы с молодёжью является практической базой для связанных с этой областью студентов, у него есть аккредитация Европейской волонтёрской службы, и каждый год в работе волостных молодёжных центров принимают участие волонтёры из-за рубежа.

### Водо- и теплоснабжение
Центральным водоснабжением охвачены 13 участков: Хаанья, Руусмяэ, Миссо, Мынисте, Сару, Куутси, Андрусе, Вийтина, Нурси, Варсту, Краби и посёлок Рыуге в районе больших домов и улицы Харидузе. В волости 2 системы центрального отопления (в Рыуге и Вийтина), ими охвачены 4 многоквартирных дома, дом по уходу, пекарня и детсад в посёлке Рыуге.

### Общественный транспорт
С 1 июля 2018 года услуги автобусного сообщения в уезде Вырумаа, которые организует недоходное предприятие MTÜ Kagu Ühistranspordikeskus, бесплатны.

## Экономика
В 2017 году в волости было зарегистрировано 566 предприятий, бо́льшая часть из которых —  общества с ограниченной ответственностью (38 %) и индивидуальные предприниматели (37 %); 20 % от всех предприятий составляют некоммерческие организации. 99 % предприятий имеют численность работников менее 10 человек, 45 % от числа всех предприятий занимаются сельским и лесным хозяйством и рыболовством.
В 2017 году титул «Предприятие года волости Рыуге» получила фирма «TixMet OÜ», занимающаяся строительством в Эстонии, Латвии и Финляндии (сварочные работы, монтаж металлоконструкций, установка конвейеров и элеваторов). В 2016 году этот титул получило предприятие «HUT Eesti OÜ», занимающееся производством сборных деревянных домов (число работников по состоянию на 31.12.2019 — 9 человек), в 2015 году — «Хутор Пяйвила» (Päivila talu) — индивидуальный предприниматель,  занимающийся сельским хозяйством, в 2014 году — «Усадьба Соловьиной долины» (Ööbikuoru Villa), предоставляющая гостиничные услуги, услуги питания и досуга.
Крупнейшим работодателем волости является волостная управа: численность персонала по состоянию на 31.12.2019 составила 194 человека.

## Достопримечательности

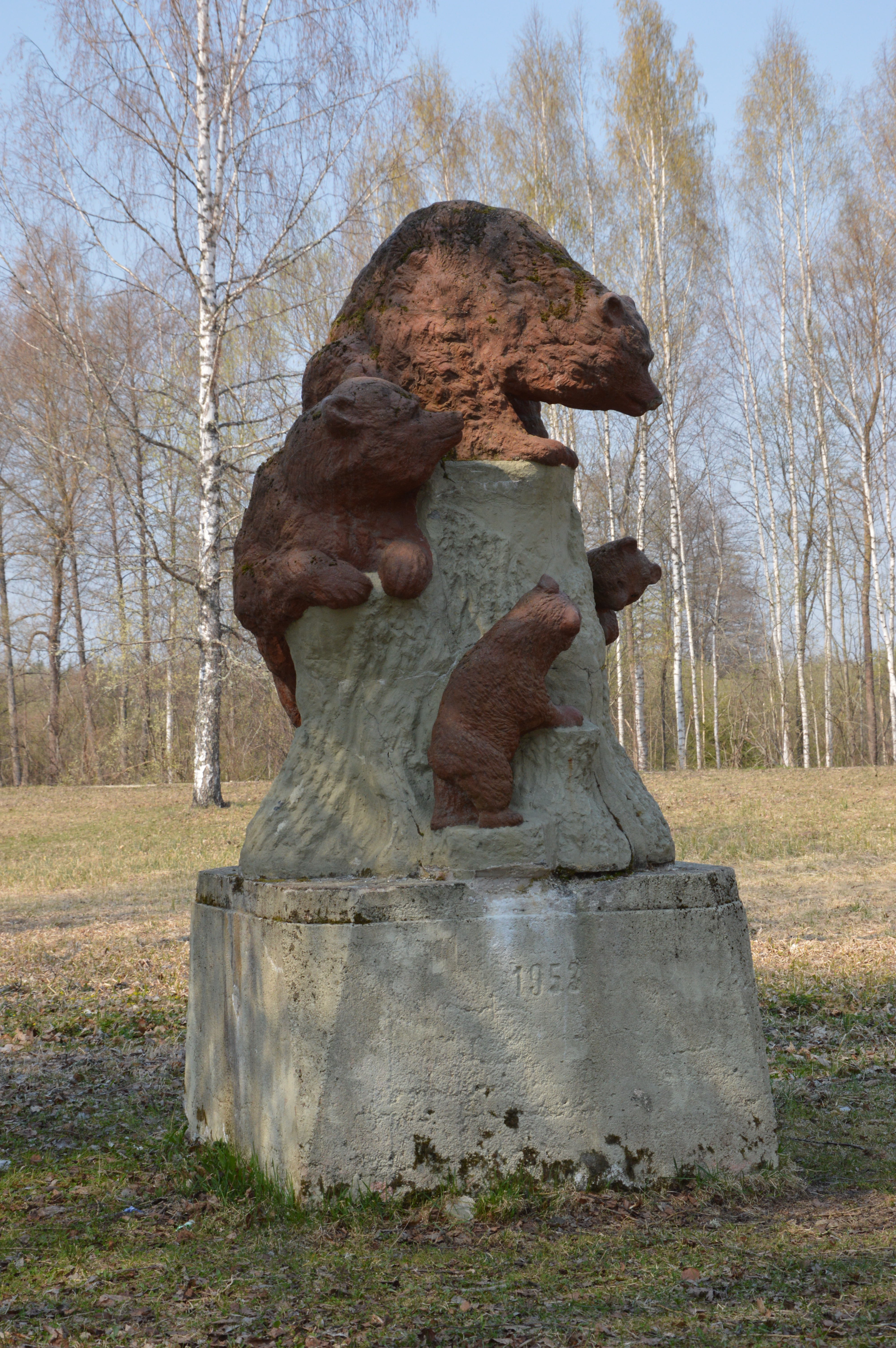
Скульптура «Медведи» в Мынисте (памятник культуры)

По состоянию на начало 2022 года в волости находилось 27 объектов исторического значения, из них 9 братских могил павших во Второй мировой войне (из Государственного регистра памятников культуры Эстонии исключены  2024 году) и 8 кладбищ. Памятников археологии — 79, памятников архитектуры — 21, в их числе церкви, господские особняки мыз и различные хозяйственные мызные постройки. Охраняемые государством мызные парки: Мынисте, Руусмяэ, Вийтина, Ууэ-Саалузе, Рыуге и Сянна.
Главными достопримечательностями волости являются:
- церковь Святой Марии в Рыуге,
- мыза Рогозинский (нем. Rogosinsky, Рогози, эст. Rogosi mõis),
- мыза Коссе (нем. Kosse, Вийтина, эст. Vitina mõis),
- смотровая башня Суур-Мунамяэ,
- Ээбикуорг (Соловьиная долина),
- смотровая башня «Песапуу» в Ээбикуорге,
- памятник Эстонской освободительной войне,
- природный парк Лухасоо,
- природный парк Паганамаа,
- монумент «Эстонская мать».

(подробнее см. Рыуге)

## Галерея

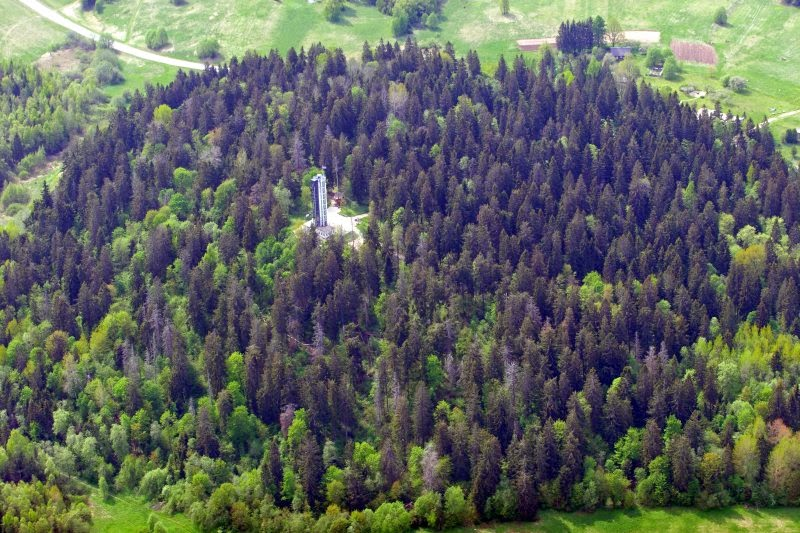
Гора Суур-Мунамяги
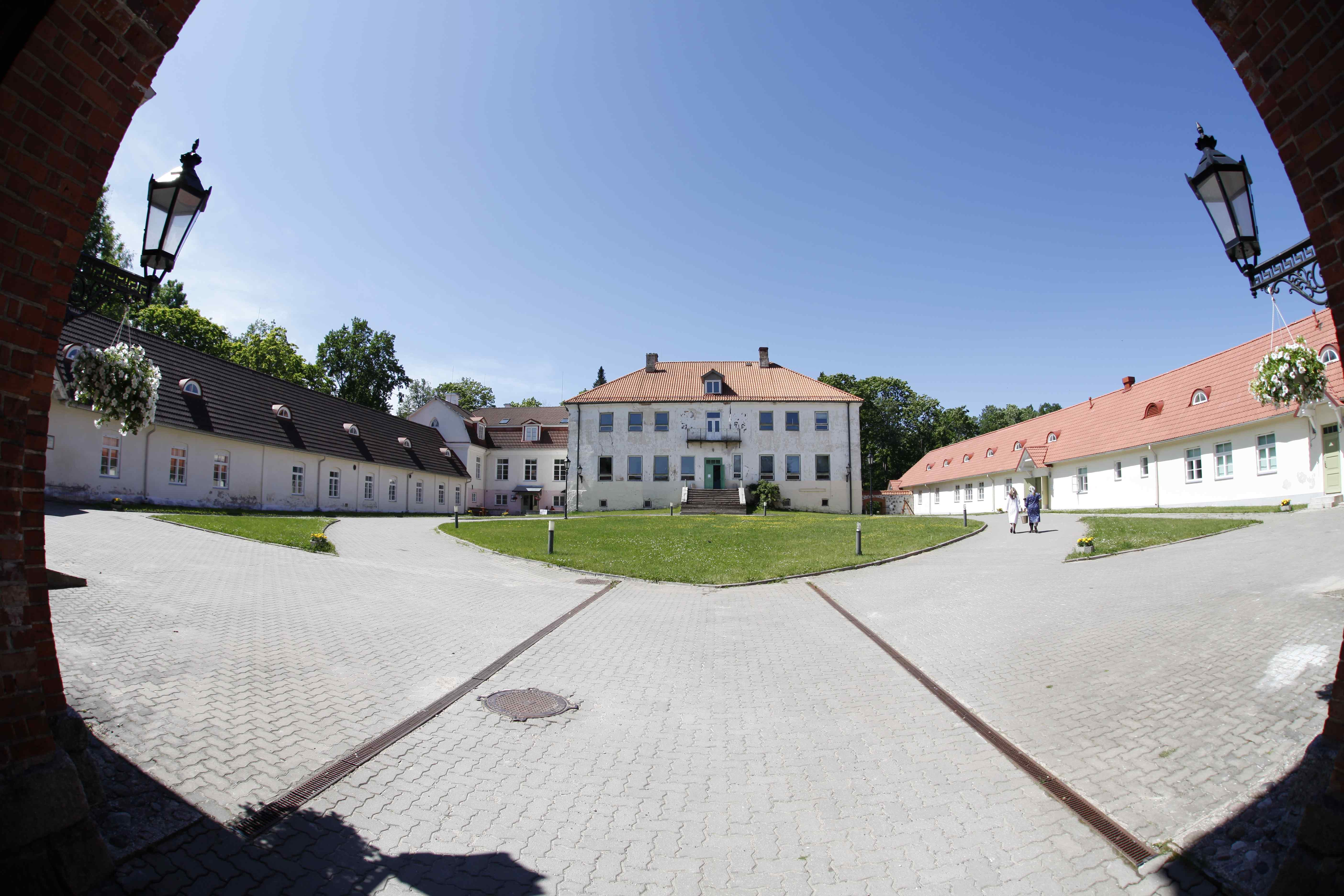
Главное здание мызы Рогазинский (Рогози)
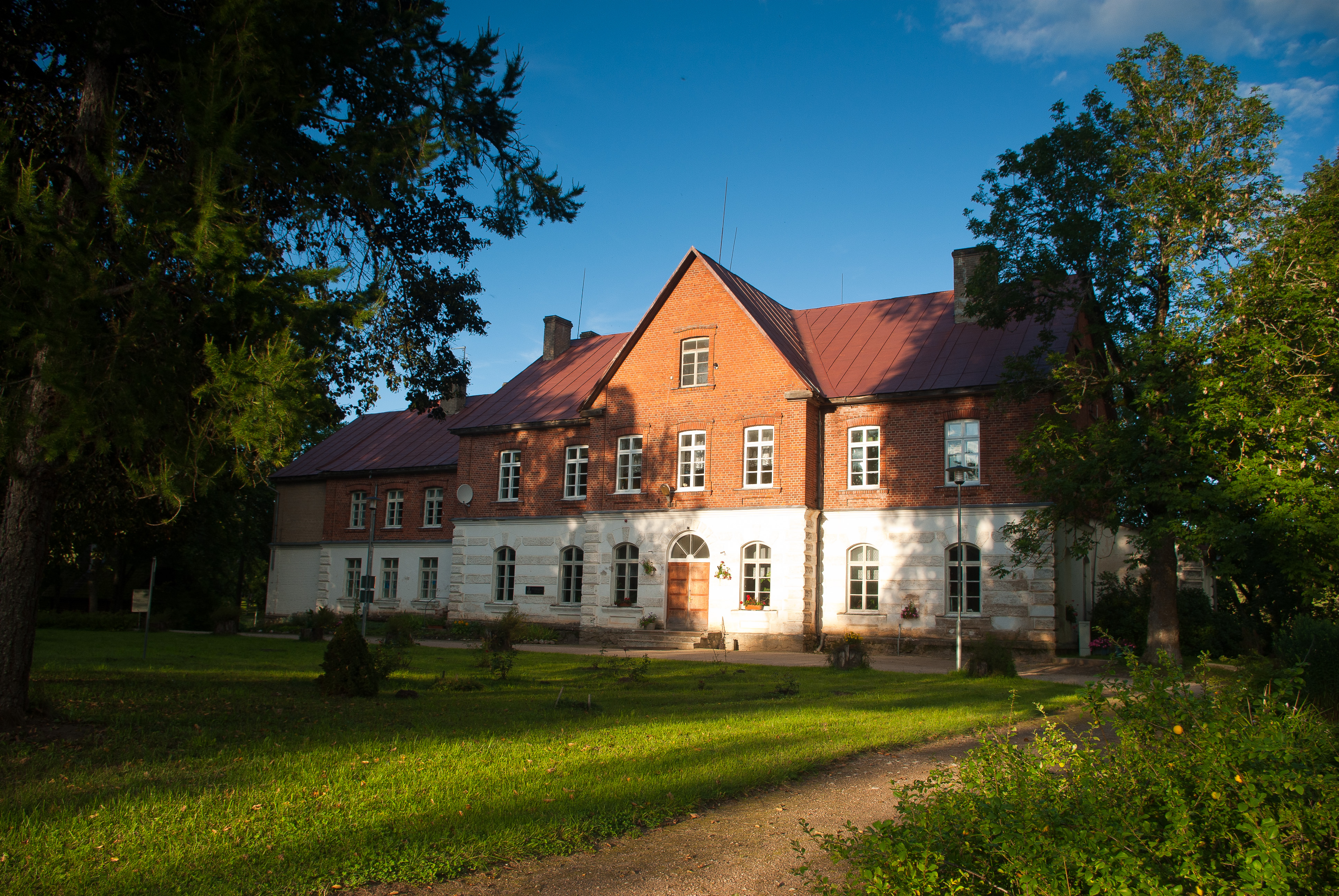
Главное здание мызы Коссе (Вийтина)
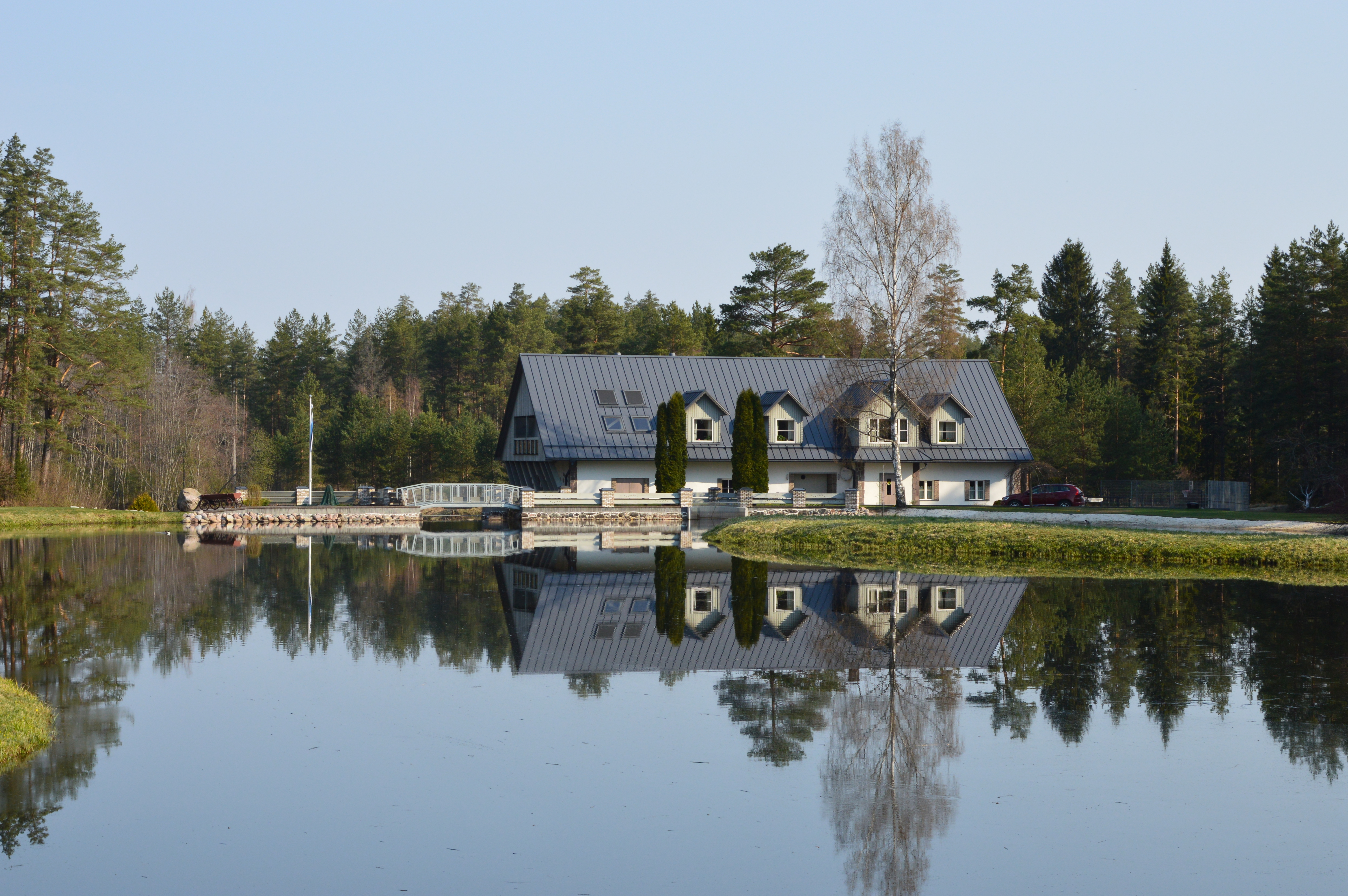
Деревня Каку
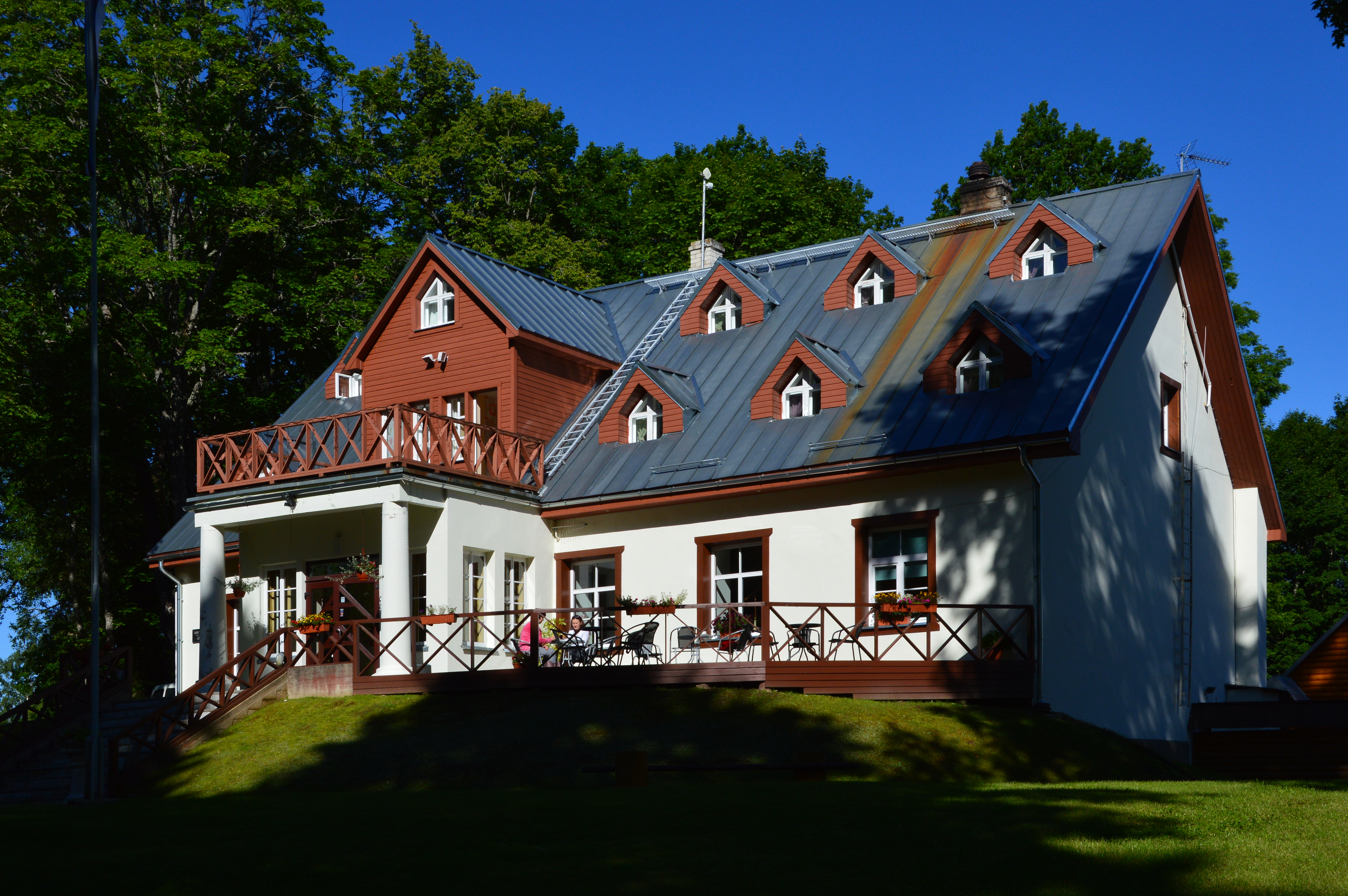
Гостевой дом «Коке» (в 1829—1963 годах здесь работала школа)
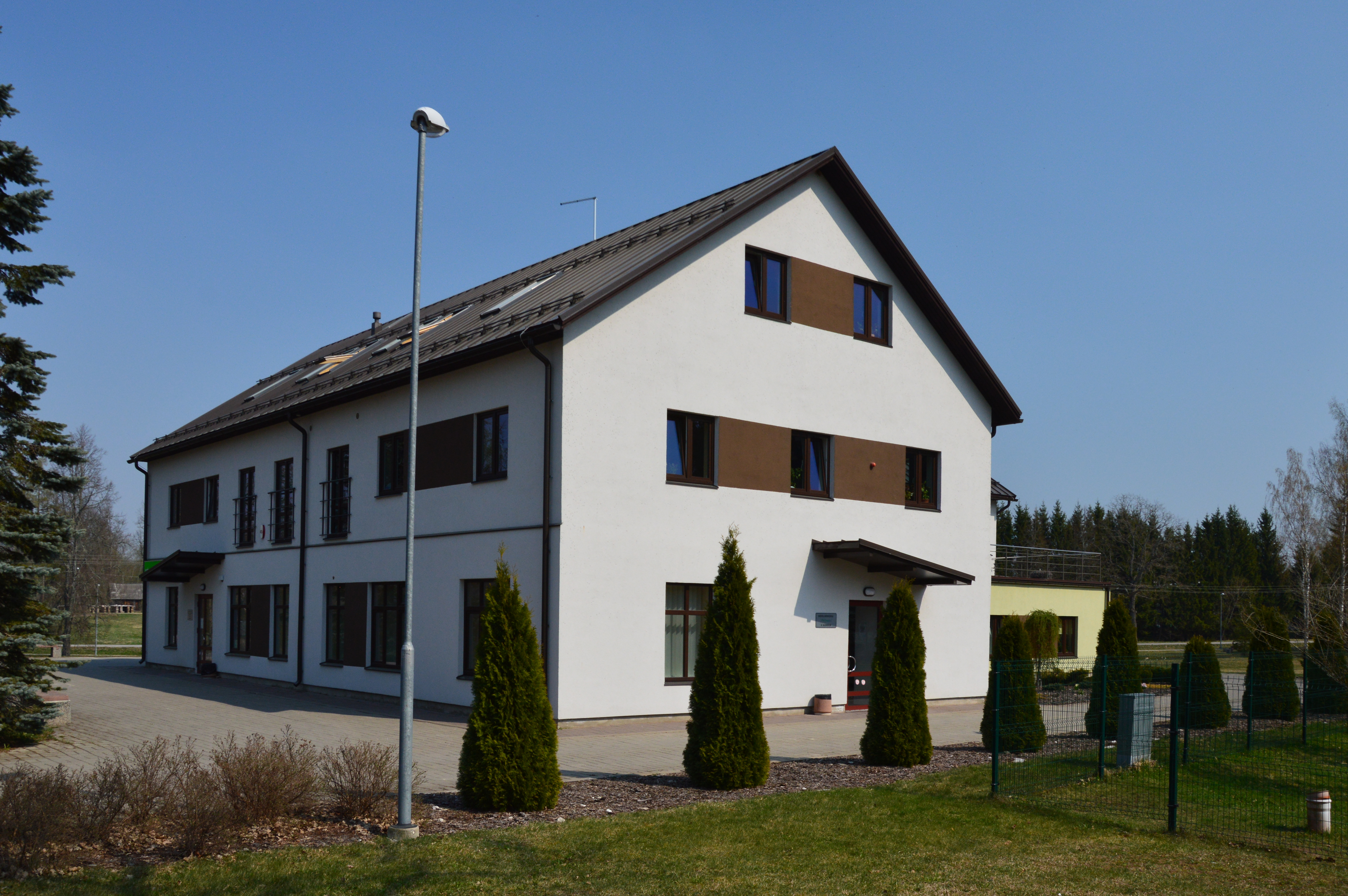
Центр обслуживания в деревне Мынисте
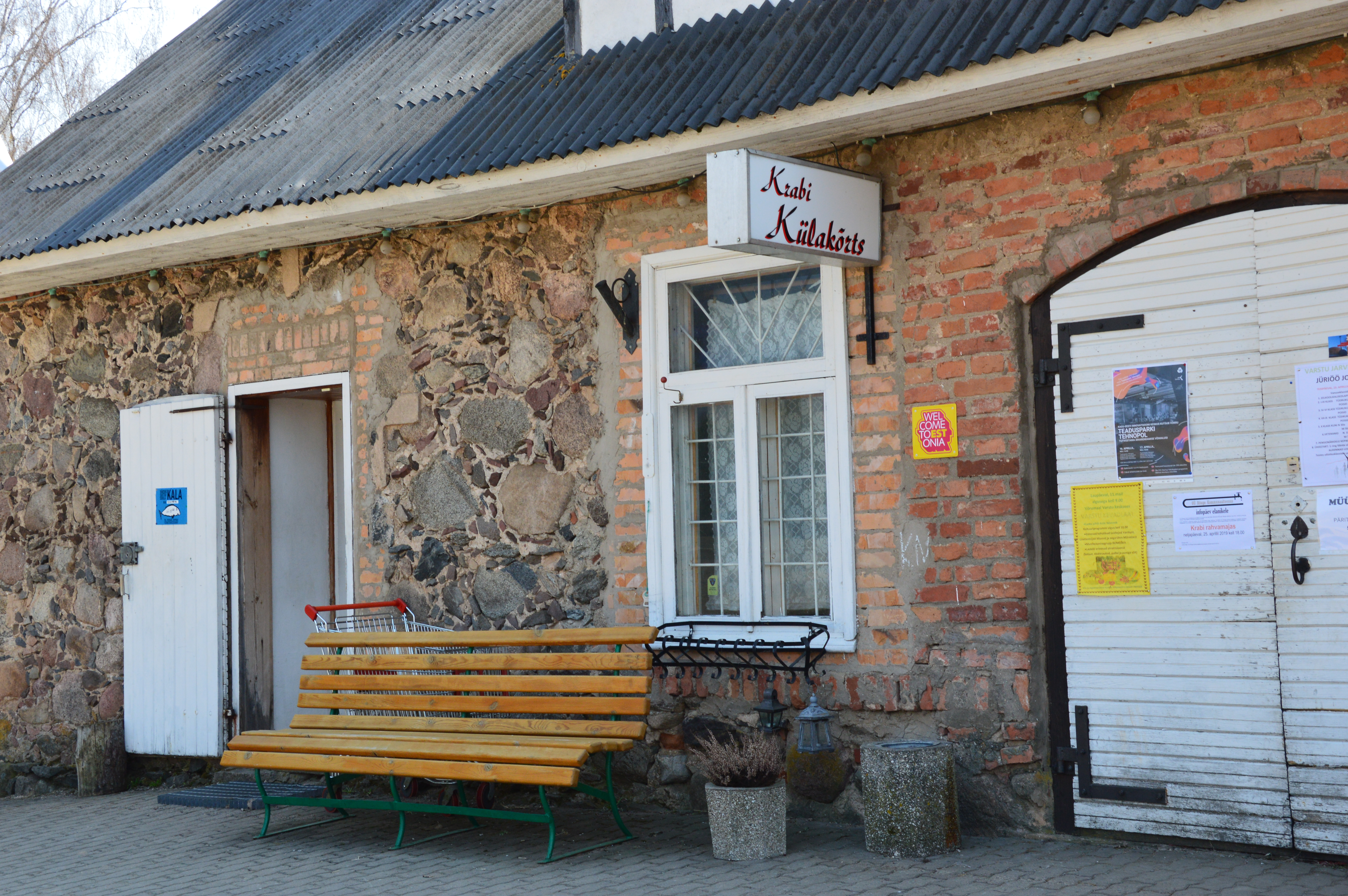
Корчма в деревне Краби
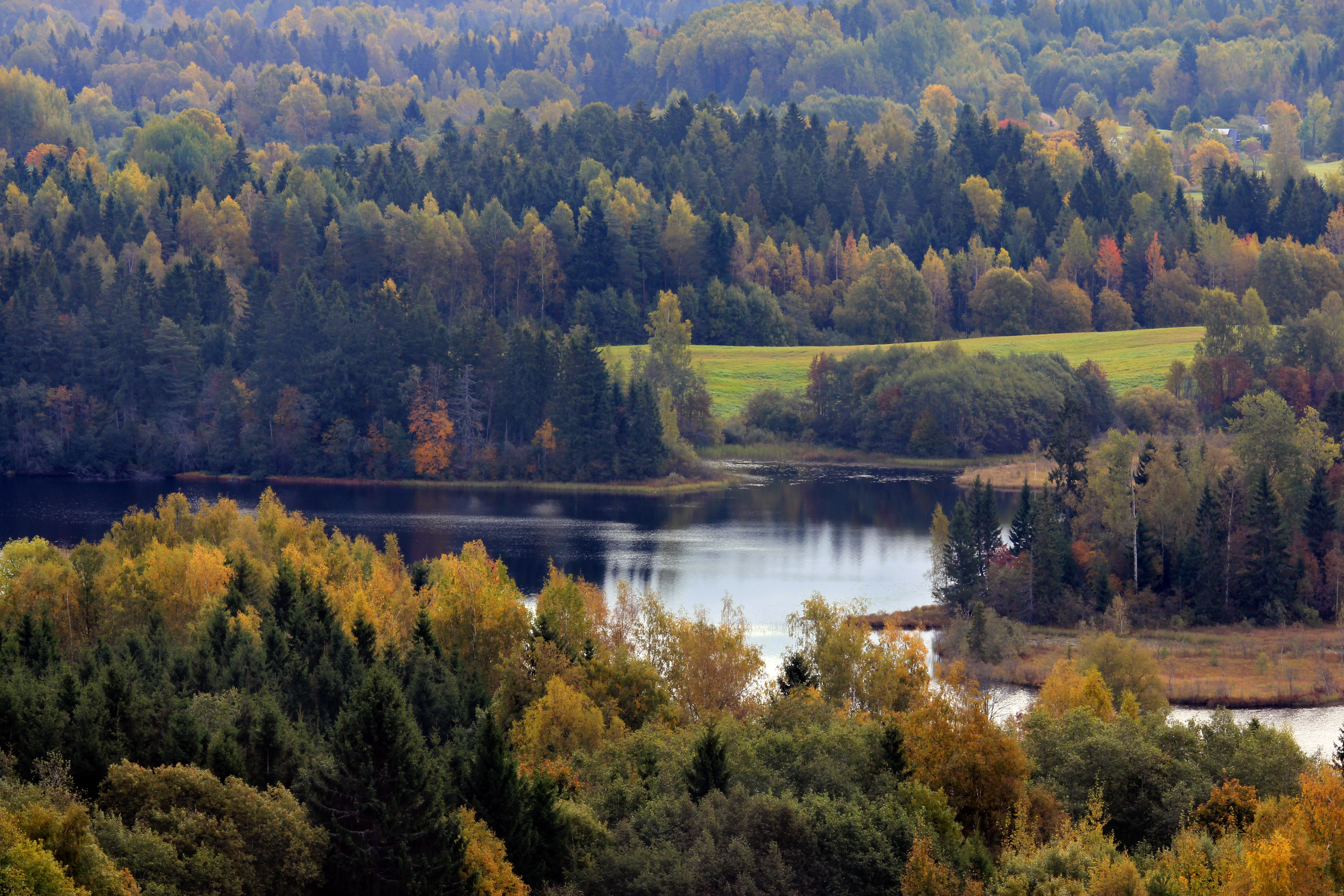
Озеро Васкна в деревне Хаанья
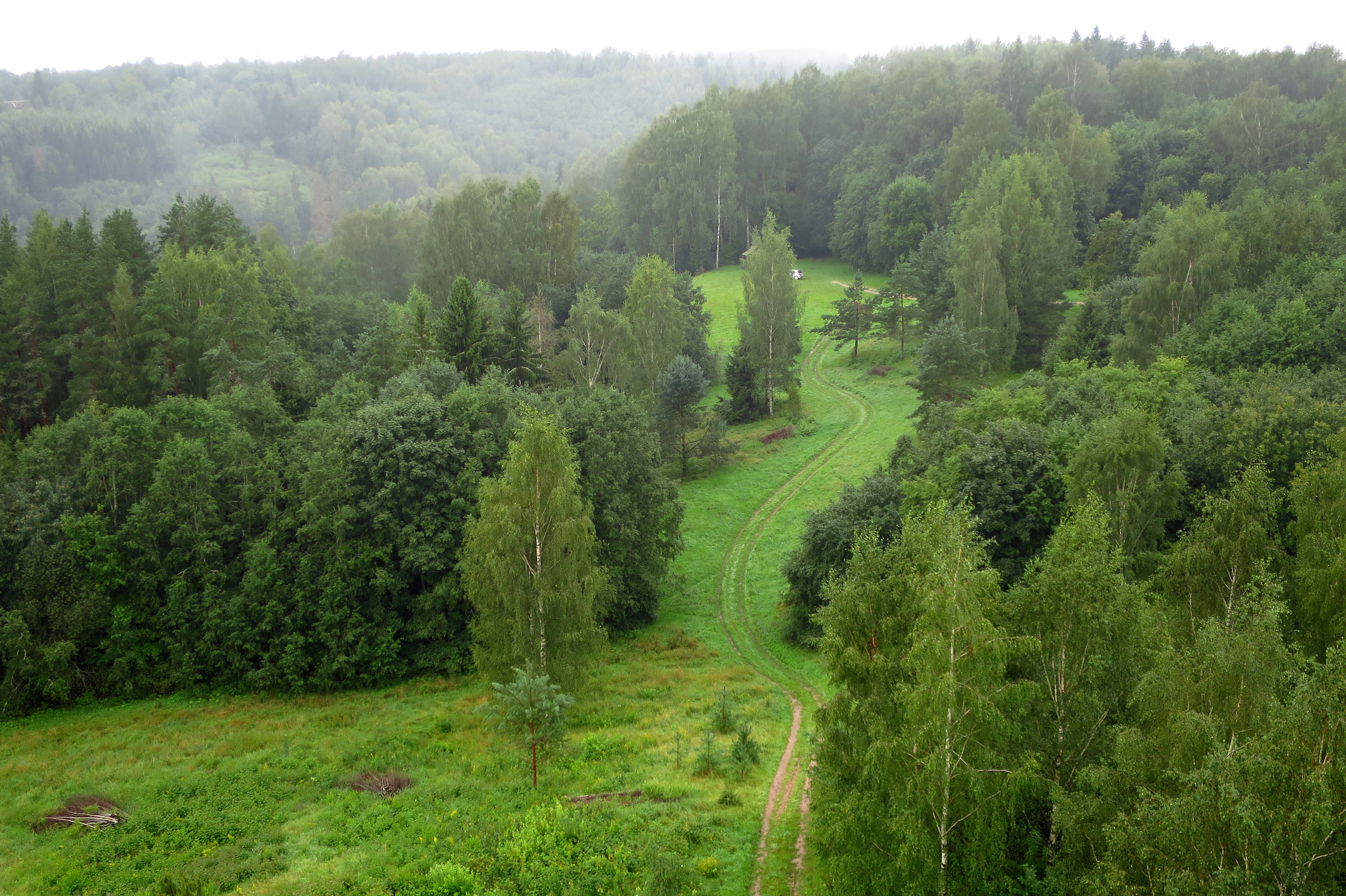
Природный парк Паганамаа
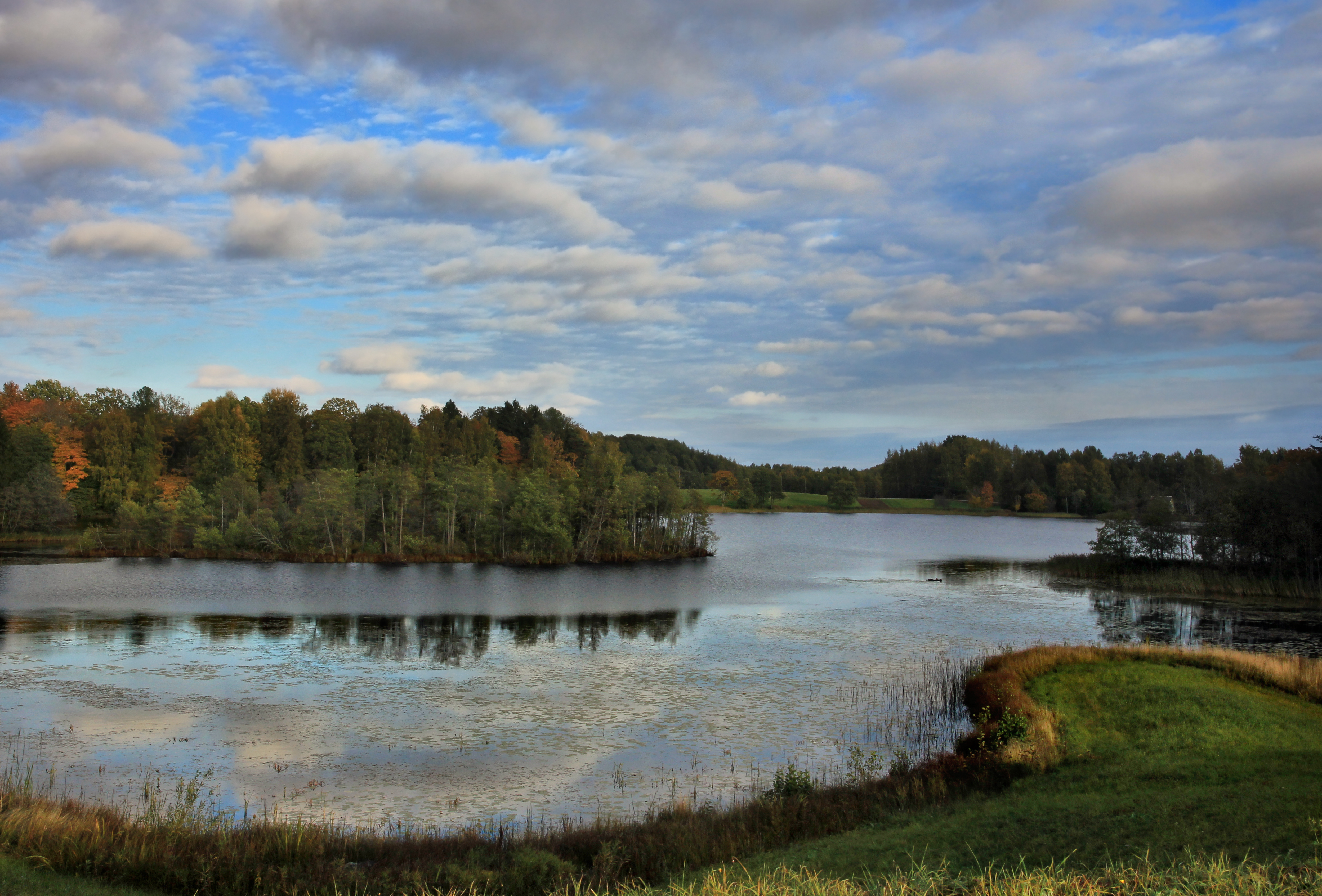
Озеро Кавади

## Комментарии
1. ↑  Эстонские топонимы, оканчивающиеся на -а, не склоняются и не имеют женского рода (исключение — Нарва)[21].